# 李小龍銅像 (莫斯塔爾)
波士尼亞與赫塞哥維納南部莫斯塔爾市的李小龍銅像是一座為紀念武術家李小龍而設的銅像，於2005年11月揭幕，以作為消除族群隔閡的象徵。
克羅地亞雕塑家伊萬·菲約利奇（Ivan Fijolić）創作了這座銅像，銅像高1.68米，呈金色，造型為李小龍的經典姿勢，右手持雙截棍，左手伸向前方。

## 背景
1992年至1995年間歷經了三年的波士尼亞戰爭，使穆斯林、克羅地亞人和塞爾維亞人三個族群間產生了很大隔閡。2004年，當地青年組織「莫斯塔爾城市運動」計畫建造一座李小龍銅像來消除各族群之間的隔閡，因為不論是穆斯林、克羅地亞人和塞爾維亞人都非常崇敬李小龍。策畫者之一的韋塞林·加塔洛表示：建立李小龍銅像的目地是為了讓大眾記住李小龍「忠誠、友誼、技藝与公正」的品格。

## 歷史
2005年11月26日，李小龍銅像正式於莫斯塔爾市揭幕，當地三百多位居民以及中國和德國的大使皆出席了該儀式。一天後，另一尊李小龍銅像也在香港星光大道揭幕。
然而莫斯塔爾的李小龍銅像在揭幕當晚就遭到破壞，雙截棍的其中一端被折斷且不知去向。因此該銅像不得不被暫時移除以修復，直至2013年才再度被安置於莫斯塔爾市的一處公園內。